# 森下町 (北九州市)
森下町（もりしたまち）は福岡県北九州市八幡西区の町。住居表示実施済み。郵便番号は806-0046。

## 地理
八幡西区の中央部に位置し、北に穴生、東に鷹の巣，竹末、南に若葉、南西に北筑、西に大字穴生、北西に樋口町と接する。

### 河川
二級河川 割子川

## 地域の特徴
北部の筑豊電気鉄道森下駅付近は住宅地となっているが、南部は会社が点在している。線路より西側には雑木林が多く残っている。また、町の東縁に沿って割子川が流れている。かつては線路の東側は今池町と通称されており、今池（上池）があった。

## 歴史
町名は大字穴生の字、森下に由来する。

### 沿革
- 1973年（昭和48年）6月1日 - 森下町新設[4]。
- 1974年（昭和49年）4月1日 - 八幡区が八幡西区と八幡東区に分かれ、八幡区森下町は八幡西区森下町となる[5]。

### 町名の変遷
| 実施内容          | 実施年月日               | 実施後 | 実施前         |
| ----------------- | ------------------------ | ------ | -------------- |
| 町名新設 住居表示 | 1973年（昭和48年）6月1日 | 森下町 | 大字穴生の一部 |

## 世帯数と人口
2025年（令和7年）3月31日現在（北九州市発表）の世帯数と人口は以下の通りである。
| 町     | 世帯数  | 人口  |
| ------ | ------- | ----- |
| 森下町 | 396世帯 | 707人 |

### 人口の変遷
国勢調査による人口の推移。
| 1995年（平成7年）  | 884人 | [ 7 ]  |  |
| 2000年（平成12年） | 849人 | [ 8 ]  |  |
| 2005年（平成17年） | 838人 | [ 9 ]  |  |
| 2010年（平成22年） | 739人 | [ 10 ] |  |
| 2015年（平成27年） | 875人 | [ 11 ] |  |
| 2020年（令和2年）  | 871人 | [ 12 ] |  |

### 世帯数の変遷
国勢調査による世帯数の推移。
| 1995年（平成7年）  | 398世帯 | [ 7 ]  |  |
| 2000年（平成12年） | 357世帯 | [ 8 ]  |  |
| 2005年（平成17年） | 354世帯 | [ 9 ]  |  |
| 2010年（平成22年） | 339世帯 | [ 10 ] |  |
| 2015年（平成27年） | 373世帯 | [ 11 ] |  |
| 2020年（令和2年）  | 361世帯 | [ 12 ] |  |

## 学区
市立小・中学校に通う場合、学区は以下の通りとなる。
| 町     | 街区 | 小学校               | 中学校               |
| ------ | ---- | -------------------- | -------------------- |
| 森下町 | 全域 | 北九州市立竹末小学校 | 北九州市立穴生中学校 |

## 交通

### 鉄道
- 筑豊電気鉄道
  - 森下駅

## 施設

### 社会福祉施設
- 森下年長者いこいの家

### 公園
- 今池公園
- 森下公園